# گادئوکسان
گادئوکسان (به لاتین: Gadeoksan) یک کوه در کره جنوبی است که در کره جنوبی واقع شده‌است. گادئوکسان ۸۵۸ متر بالاتر از سطح دریا واقع شده‌است.